# Sceliphron fistularium
Sceliphron fistularium är en biart som först beskrevs av Anders Gustav Dahlbom 1843.  Sceliphron fistularium ingår i släktet Sceliphron och familjen grävsteklar. Inga underarter finns listade i Catalogue of Life.